# Stencil

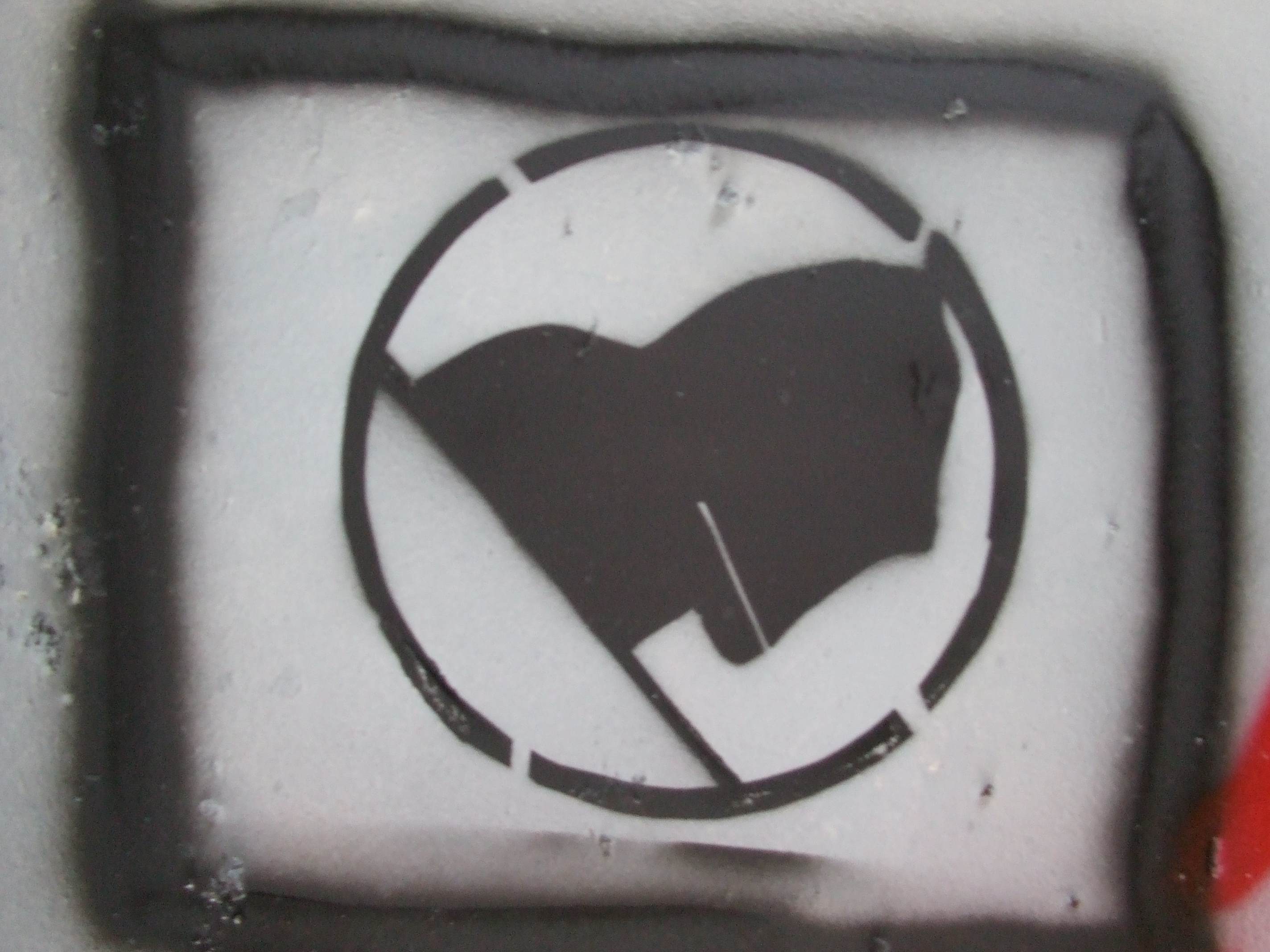
Ein zeitgenössisches antifaschistisches Stencil

Stencil (englisch für Schablone) oder Schablonenkunst ist eine Bezeichnung für Graffiti oder Street-Art, die mit Hilfe von Schablonen angebracht werden. Heute eher selten wird der französische Begriff pochoir oder Serigraffiti verwendet. Lange glaubte man, dass die Technik durch Blek le Rat, in Frankreich zum ersten Mal in größerem Stil künstlerische Verwendung fand. Künstlerische Schablonengraffiti wurden schon 1966 durch Ernest Pignon-Ernest geschaffen und ab 1978, Jahre vor Blek le Rat, initiierte Alex Vallauri in São Paulo eine größere Stencil-Graffiti-Bewegung.

## Verfahren
Im Gegensatz zu freihändigen Graffiti und Street Art werden Stencil Graffiti mit Schablonen geschaffen. Stencil kann je nach Kontext das Werkzeug und das Ergebnis an der Wand bezeichnen. Diese werden in der Regel aus Pappe, aber auch aus Kunststoff oder laminiertem Papier und – seltener – auch aus Metall oder Holz gefertigt und eignen sich dann für schnelle, kostengünstige Anbringung und häufige Wiederholung eines Motivs. Komplizierte und großflächige Schablonen werden gelegentlich auf dünnem Maschendraht montiert. Die Kombination verschiedener Schablonen(-teile) erlaubt mehrfarbige Motive.
Die Kombination mehrschichtiger Stencils (Multi-layer-Stencil) und großformatiger Stencils kann heutzutage computergestützt vorgenommen werden, früher waren Fotokopierer und Projektor gängige Hilfsmittel. Hierfür wird heute auf die Praktik des digitalen Layerings zurückgegriffen, für welche Bildbearbeitungsprogramme am Computer genutzt werden. Das Ziel und die Funktion des digitalen Layerings ist es, ein Motiv in sinnvolle Schichtungen und Farbabschnitte zu gliedern, sodass sich schließlich beim Überlagern der Schichten ein ganzes Motiv, eine Komposition, (ab-)bildet.
Zum Auftragen der Farbe konnte vor der Sprühdose auch Stupspinsel/Stupfpinsel, Ölkreide und Airbrush verwendet werden. Beim Reverse Graffiti wird durch die Lücken des Stencil nicht Farbe aufgetragen, sondern z. B. mit einem Hochdruckreiniger die Wand selektiv von Verschmutzung gesäubert.

## Geschichte
Die Technik der Erstellung von Motiven mittels einer Schablone ist so alt wie das künstlerische Schaffen der Menschheit selbst. Bereits die Steinzeit-Menschen spritzten Farbe beispielsweise über ihre Hände, die sie an eine Wand hielten, und erzeugten auf diese Weise ein Negativabbild. Schablonenmalerei wird seit Jahrhunderten auch verwendet, um Wände, Möbel und andere Gegenstände zu dekorieren.
Die Verwendung industrieller Schablonen hat eine lange Tradition im kaufmännischen England. Betrachtet man die Geschichte der Seefahrt und in diesem Rahmen die Tradition des Imports und Exports, wird die frühe Verwendung von Stencils zu kaufmännischen Zwecken deutlich. Beispielsweise Holzboxen oder Leinensäcke wurden damals mit Hilfe von Schablonen beschriftet oder markiert.
In den 1920er und 30er Jahren erreichte das Auftragverfahren mit Schablonen für Bücher und Drucke neue Höhen. Druckmaschinen lieferten schlechte Qualität in der Farbwiedergabe im Verlagswesen. Neue experimentelle Techniken mit Schablonen und mehreren Schichten an Farbanwendungen verfeinerten den Prozess für einen einzelnen Druck. Die Kombination  von Pochoir mit Lithographien, Holzschnitten, Holzstichen, Zeichnungen oder Radierungen wandelte die Dekorationstechnik zu bildender Kunst. Jean Saudé, ein französischer Grafiker in Paris, veröffentlichte 1925 Traité d'enluminure d'art au pochoir, einen Leitfaden für die Pochoir-Technik.
Das Stenciling als Kunstform entstand ab 1966 in Frankreich durch Ernest Pignon-Ernest.
Ab 1969, insbesondere dann ab den späten 1970er-Jahren in der Konzeptuellen Kunst und dann der Punkkultur u. a. in Polen, New York, Amsterdam und Moskau wurde vor allem durch Künstler wie den Kanadiern General Idea (1969), Jerzy Treliński in Polen (1975), der Moskauer Gruppe SZ (1980) künstlerisch auf der Straße verwendet und dann von Alex Vallauri in São Paulo, John Fekner und später David Wojnarowicz in New York und dann von Blek le Rat in Paris bekannt gemacht. Blek le Rat übernahm nach eigenen Angaben die Idee aus Italien, wo diese Art der Motivverbreitung zu politischen Propagandazwecken bereits länger genutzt wurde. Als Teenager sah er dort ein aus dem Zweiten Weltkrieg übriggebliebenes Stencil mit dem Kopf Mussolinis. In Spanien wurde während des Spanischen Bürgerkriegs General Franco mit der Stenciltechnik gefeiert.
Die im Punk so bedeutende Kultur des Do-it-yourself (DIY) prägte die Entwicklung von Street Art entscheidend mit. Die Gruppe Crass begann 1977 damit, ihre Polit-Slogans und später ihr Logo auf Werbetafeln im Londoner U-Bahn-System zu schablonieren und dies später auf einem Plattencover (1979) zu dokumentieren.

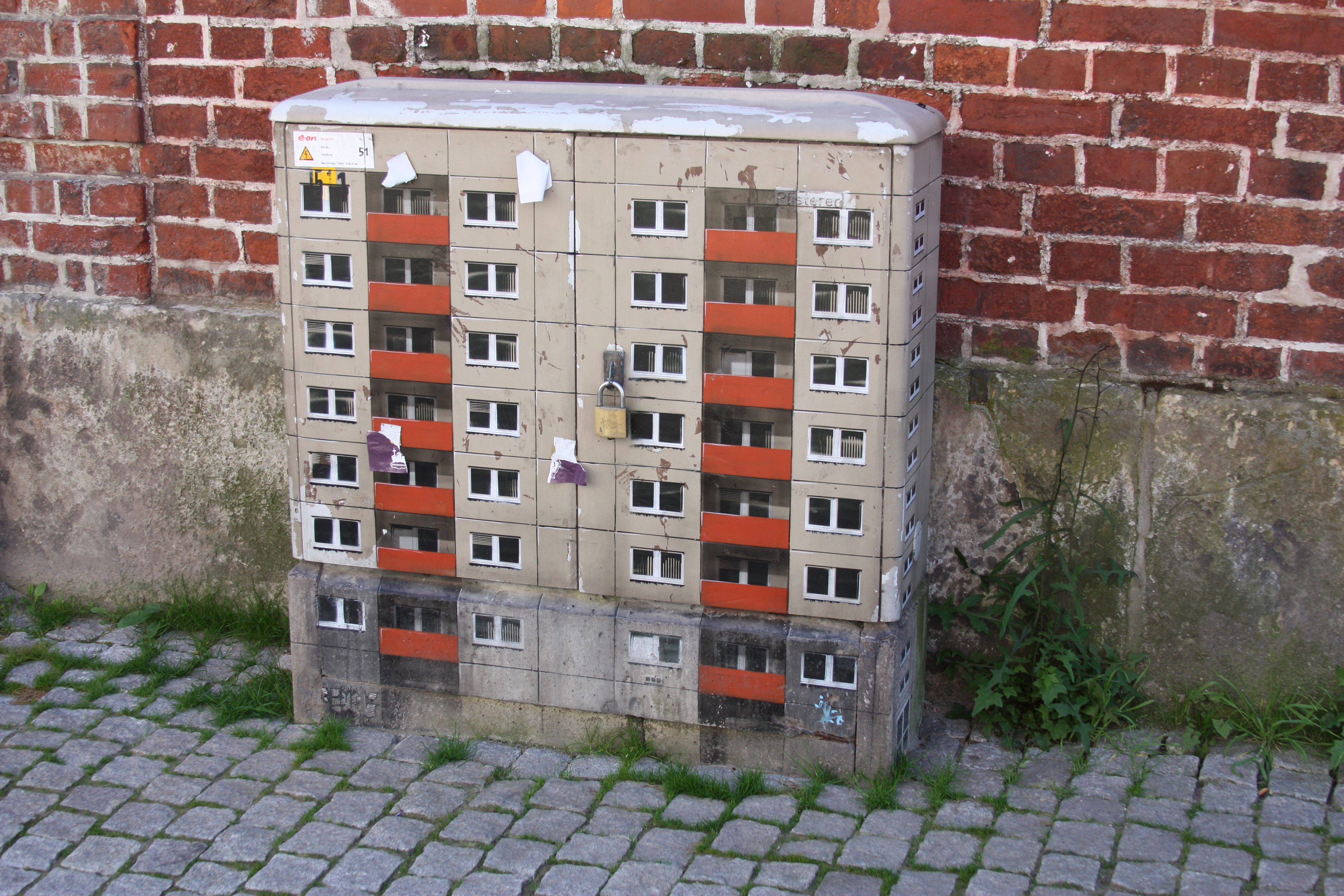
Stencil-Arbeit von EVOL an einem Verteilerkasten in Lüneburg; entstanden 2009 im Rahmen der ARTotale

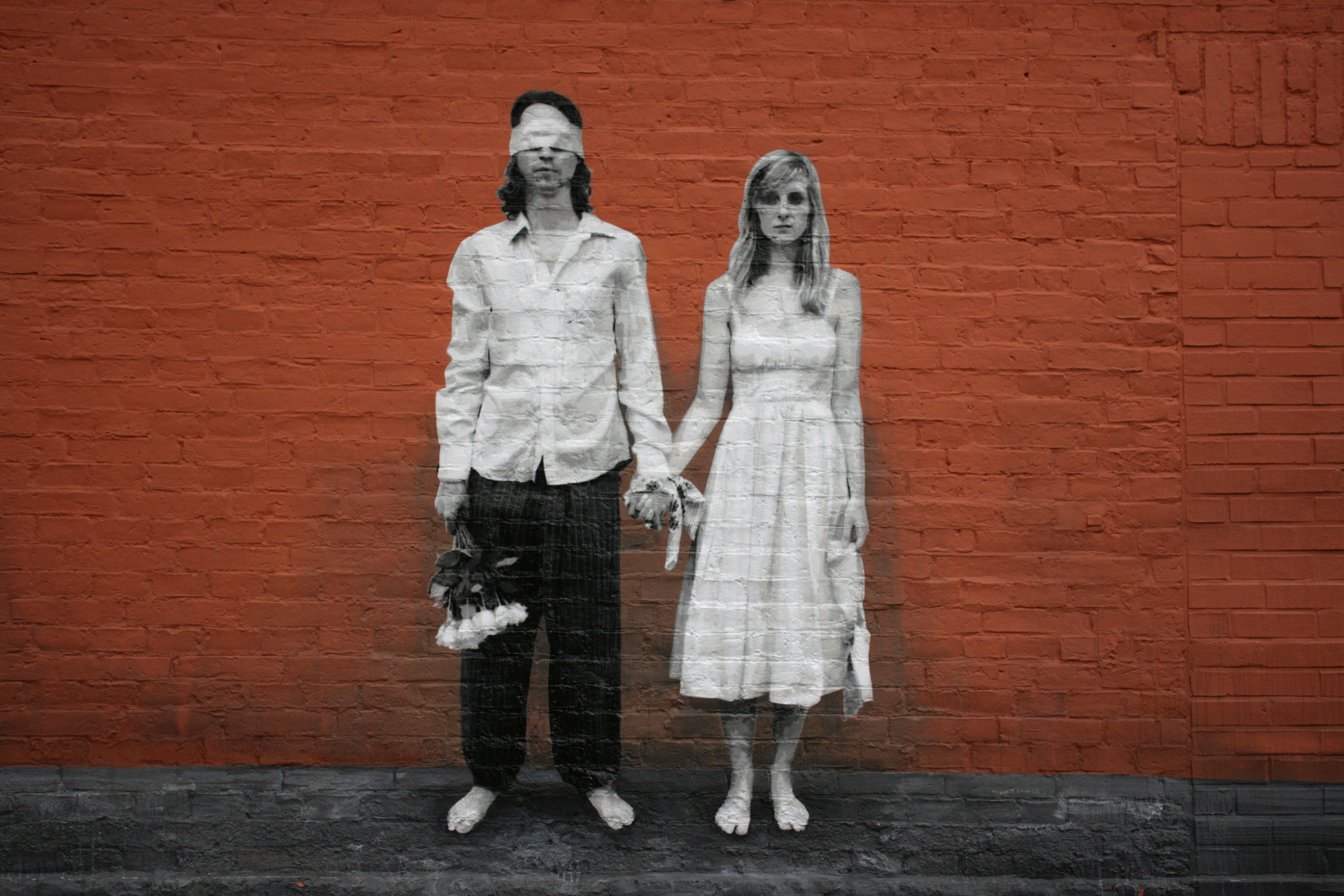
Stencil-Arbeit von Boxi in Lüneburg; entstanden 2009 im Rahmen der ARTotale

Blek le Rats recht einfache Schablonen-Graffiti galten lange als Inspiration für spätere Streetart-Größen wie den Briten Banksy, eine These, die mittlerweile als widerlegt gilt. Banksy kam über Crass und den Bristoler Graffiti-Pionier Robert del Naja zum Schablonengraffiti. Von Bleks Werk erfuhr er erst in den späten 1990er Jahren durch den Autor Tristan Manco, als Banksy längst regelmäßig Schablonen und Ratten in seinen illegalen Werken verwendete.
Evol, Boxi, sowie die französischen Pochoiristen Nemo, Miss.tic oder Jef Aérosol sind bekannte VerteterInnen des Schablonengraffiti.